# تشارلز دومون (سياسي)
تشارلز دومون (بالفرنسية: Charles Dumont)‏ هو سياسي فرنسي، ولد في 31 أغسطس 1867 في أجاكسيو في فرنسا، وتوفي في 22 أبريل 1939 في فرنسا. حزبياً، نشط في التحالف الجمهوري الديمقراطي. وقد انتخب عضو مجلس الشيوخ في الجمهورية الفرنسية الثالثة وانتخب نائب فرنسي.